# Cephalophlugis cephalotes
Cephalophlugis cephalotes är en insektsart som först beskrevs av Bolívar, I. 1888.  Cephalophlugis cephalotes ingår i släktet Cephalophlugis och familjen vårtbitare. Inga underarter finns listade i Catalogue of Life.